# KURAU Phantom Memory
『KURAU Phantom Memory』（クラウ ファントムメモリー）は、2004年に放送されたアニメ作品。2110年の地球と月を舞台にクラウとクリスマスの、リナクスとのかかわりを描く。漫画版は講談社「月刊マガジンZ」に連載され、ノベライズ版がメディアファクトリー・MF文庫Jより発売された。

## ストーリー
西暦2100年。世界は生活圏としての都市「メトロポリス」とライフラインとしての生産層「エコロジア」に区別されていた。そこでは戦争や貧困をもはや過去のものとしており、地上400mを誇る超高層ビル群と重力制御によるエアカーを主流とした交通などが存在する社会を実現していた。その一方で、エネルギーへの欲望はとどまることを知らず、知的生命体であるリナクスを閉じ込めエネルギー源として利用するまでに至っている。宇宙に進出した人類は、月面に都市を建設したうえに、外宇宙進出を計画しており、人類はさらに広い世界へ出ようとしていた。
次世代エネルギーの研究者・天箕創は、月面にある基地で研究チームと共に原子衝突実験を行っていたが、突如実験装置から飛び出した2つの光が天箕博士の娘・天箕クラウに衝突し、彼女の体を分解してしまった。しかし、その光は再びクラウの姿を形作り、クラウは「リナクス」として蘇り、超人的な力を得た。ただ、もう1つの光の行方は誰にも分からないままであった。
それから10年後。クラウはリナクスの力を隠しながら、有能なエージェントとして日々を送っていた。そんなある日、クラウの中からもう1つの光が現れ、少女・クリスマスとなる。対の片割れとの再会を果たした喜びも束の間、GPO（警察に当たる組織）がリナクスを追いかけ始めたため、2人は逃避行を開始する。

## 登場人物
天箕クラウ（あまみ クラウ）
声 - 川澄綾子
本作の主人公。ボーイッシュな外見が特徴。年齢はクリスマスが生まれた歳の22歳以上。12歳の誕生日に父・天箕博士の研究所にいた際、突如発生したリナクスに触れたことでリナクス人間となる。それから10年後はエージェントとなり、業界では「危険な仕事を好む女」と評判になるが、リナクスのことは隠している。当初は、クールな性格だったが、クリスマスが生まれてからは、温かみが生まれ、危険な仕事は引き受けないことにした。
クリスマス
声 - 小林美佐
クラウが22歳の時に、彼女の体の中から生まれた少女。彼女と「対」のリナクスで、容姿は12歳の頃のクラウと似ている。周囲には「クラウの妹」と称している。クラウと比べ、運動神経は劣るが、家事全般を得意とする。
天箕創（あまみ はじめ）
声 - 小形満
クラウの父親で、次世代エネルギーの研究者。10年前の事故で、リナクス人間となった娘・クラウに衝撃を受け、当初は彼女を受け入れられずにいたが、次第に愛情が芽生え、彼女を受け入れられるようになる。市瀬がクラウに被検を強要し、これを嫌がったクラウが突如リナクスを発したことで、左腕を失った。ＧＰＯに追われるようになったクラウたちを守るようにダグに依頼する。
ダグ
声 - 志村知幸
ある目的で、クラウを監視するエージェント。身長190cmの大柄な体格の男性。妻子がいるが、現在別居中。元GPO警部で、アヤカの上司だった。後にクラウを助けるようになる。
アヤカ
声 - 甲斐田裕子
GPOに属する女性警察官。リナクスの力を持つクラウを危険人物とみなし、彼女を捕獲しようとしている。冷酷かつ執拗にクラウたちを追いかけるが、これにはある理由がある。
物語終盤、自身の家族を殺された真犯人が分かり、ＧＰＯに不信感を持ち、真実を知るためにクラウたちと協力関係を結ぶ。
ウォン
声 - 古澤徹
GPOの警視正。アヤカの上司。アヤカの家族が殺された事件からＧＰＯ上層部に不信感を持ち、クラウたちを捕えるという命令に背きつつ、上層部を探っていた。その動きを掴まれ、拘束される。
市瀬（いちせ）
声 - 飛田展男
月面の施設で天箕博士と研究を行うチームの一人。リナクス人間となったクラウの身体能力の高さを奇跡と呼んだ。

## 用語集
未来都市メトロポリス
人類が作り出した未来都市。これは生活圏に当たり、高層400mの巨大ビル群が立ち並び、交通はエアカーを主流とする。この社会システムが完璧に機能することによって、人々は平和な生活を営んでいる。
エコロジア
未来都市メトロポリスのライフラインとなる地域で、いわゆる食料庫の役目を担い、数々の食料を生産している。生活圏とライフラインの役割は、地域によって完全に分離・分担されている。
月面都市
月面に建設された都市。次世代エネルギー研究所施設やGPO本部がある。
リナクス
原子の中の極小空間に存在する物質。通常空間では空中を浮遊する光の塊の形をとり、2つが「対」として存在する。この状態では、触れたあらゆる物質を原子に分解し消滅させる力を持つ。リナクスはより広い世界へ出て行こうとする性質を備えており、もしリナクスが人間世界に溢れると、その勢いは世界を覆いつくすまで止まらず、全てを原子に分解する恐れがある。
リナクス人間（リナサピエン）
身体にリナクスが宿った人間。本来、人間もリナクスに触れると消滅するが、稀に身体が再構築されて、リナクス人間として蘇ることがある（原因は不明）。超人的な運動神経や飛行、壁を通り抜けるなどの特殊能力を持つ。また「対」の存在を気にかけるようになり、これを失うと精神的に不安定になる。
ブルーエナジー
人類が原子力に変わる新エネルギーとして開発した。水からエネルギーを取り出す革新的なシステムで、人類は無限大のエネルギーを得て、メトロポリスと呼ばれる社会を築き上げた。
エージェント
クラウやダグが属する職業。警察では手の届かない犯罪や管轄外のトラブルの解決を生業とする。
GPO
アヤカが属する世界規模の警察組織。正式名称は「Global Police Organization（国際警察機構）」で、各国にある警察組織を統一している。本部は月にあり、地球の各地に支部がある。

## スタッフ
- 原作 - BONES
- 監督 - 入江泰浩
- シリーズ構成 - 吉永亜矢
- キャラクターデザイン - 尾崎智美
- メカニックデザイン - 鈴木雅久
- セットデザイン - 武半慎吾
- 美術監督 - 市倉敬
- 色彩設計 - 歌川律子
- 撮影監督 - 大神洋一
- 音響監督 - 若林和弘
- 音楽 - 勝木ゆかり (S.E.N.S.)
- プロデューサー - 南雅彦、堀内麻紀、佐々木史朗、中嶋嘉美、シュレック・ヘドウィック
- 制作 - テレビ朝日
- 製作 - ボンズ、メディアファクトリー、ビクターエンタテインメント、ビッグショット

## 主題歌
オープニングテーマ「懐かしい宇宙（うみ）」
作詞・作曲・歌　- 新居昭乃 / 編曲 - 保刈久明
エンディングテーマ「Moonlight」
作詞・作曲・編曲 - 勝木ゆかり(S.E.N.S.)

## 各話リスト
| 話数          | サブタイトル           | 脚本              | 絵コンテ | 演出              | 作画監督            | メカ作画監督        | 放送日         |
| ------------- | ---------------------- | ----------------- | -------- | ----------------- | ------------------- | ------------------- | -------------- |
| 1st Reaction  | 広い世界へ…            | 吉永亜矢          | 入江泰浩 | 入江泰浩          | 伊藤岳史            | ねこまたや          | 2004年 6月24日 |
| 2nd Reaction  | なにか、いい言葉       | 吉永亜矢          | 入江泰浩 | 阿保孝雄          | 児山昌弘            | ねこまたや          | 7月1日         |
| 3rd Reaction  | 追う者たち             | 吉永亜矢          | 入江泰浩 | 太田雅彦          | 堀川耕一            | ねこまたや          | 7月8日         |
| 4th Reaction  | 夜を越えて             | 吉永亜矢          | 武井良幸 | 平田豊            | 小森高博            | 神戸洋行 ねこまたや | 7月22日        |
| 5th Reaction  | 迷い子                 | 玉井☆豪           | 入江泰浩 | 阿保孝雄          | 伊藤岳史            | 神戸洋行 ねこまたや | 7月29日        |
| 6th Reaction  | 光る雨                 | 吉永亜矢          | 武井良幸 | 北村真咲          | 佐々木敦子          | ねこまたや          | 8月5日         |
| 7th Reaction  | 新しい暮らし           | 玉井☆豪           | 寺東克己 | 鳥羽聡            | 二宮常雄            | 神戸洋行            | 8月12日        |
| 8th Reaction  | もうひとつのクリスマス | 鈴木やすゆき      | 入江泰浩 | 武井良幸          | 児山昌弘            | ねこまたや          | 8月19日        |
| 9th Reaction  | 天使が消えた街         | 吉永亜矢          | 須永司   | 森山雄治          | 森山雄治            | 神戸洋行 ねこまたや | 8月26日        |
| 10th Reaction | 眠り姫                 | 吉永亜矢          | 須永司   | 佐藤育郎          | 小森高博            | ねこまたや          | 9月2日         |
| 11th Reaction | 呼び合う声             | 鈴木やすゆき      | 北村真咲 | 北村真咲          | 堀川耕一            | 神戸洋行 ねこまたや | 9月9日         |
| 12th Reaction | いまここにいる         | 吉永亜矢          | 入江泰浩 | 中川聡            | 金一倍 佐々木敦子   | ねこまたや          | 9月16日        |
| 13th Reaction | 守るべきもの           | 鈴木やすゆき      | 横山彰利 | 佐藤育郎          | 伊藤岳史            | 神戸洋行 ねこまたや | 9月23日        |
| 14th Reaction | 昨日・今日・明日       | 吉永亜矢          | 阿保孝雄 | 阿保孝雄          | 石田可奈 児山昌弘   | ねこまたや          | 10月6日        |
| 15th Reaction | アゲハ蝶の不安         | 吉田伸            | 寺東克己 | 粟井重紀          | 粟井重紀            | ねこまたや          | 10月13日       |
| 16th Reaction | 丘の上の墓標           | 吉田伸            | 須永司   | 迫井政行          | 李時旼              | ねこまたや          | 10月20日       |
| 17th Reaction | 霧の中                 | 吉永亜矢          | 寺東克己 | 北村真咲          | 堀川耕一            | 神戸洋行 ねこまたや | 10月27         |
| 18th Reaction | 来訪者                 | 吉永亜矢          | 須永司   | 笹木信作          | 佐々木敦子          | ねこまたや          | 11月3日        |
| 19th Reaction | それぞれの道           | 鈴木やすゆき      | 橋本昌和 | 佐藤育郎          | 伊藤岳史            | 神戸洋行 ねこまたや | 11月10日       |
| 20th Reaction | 窓をひらいて           | 吉永亜矢          | 坂田純一 | 阿保孝雄          | 石田可奈            | ねこまたや          | 11月17日       |
| 21st Reaction | 凍りついた河           | 鈴木やすゆき      | 須永司   | 森邦宏            | 川元利浩 小平佳幸   | ねこまたや          | 11月24日       |
| 22nd Reaction | 闇に瞬く               | 吉永亜矢          | 須永司   | 安田賢司          | 菅野宏紀 高橋久美子 | ねこまたや          | 12月1日        |
| 23rd Reaction | 最後の光               | 入江泰浩 吉永亜矢 | 入江泰浩 | 笹木信作          | 小森高博            | ねこまたや          | 12月8日        |
| 24th Reaction | さよならの前に         | 入江泰浩 吉永亜矢 | 入江泰浩 | 入江泰浩 佐藤育郎 | 伊藤岳史            | ねこまたや          | 12月15日       |

## 放送時期
- テレビ朝日：2004年6月24日 - 2004年12月15日 / 木曜26時12分 - 26時42分→(10月より)水曜26時12分 - 26時42分
- アニマックス：2004年7月22日 -  / 11時00分 -